# The Alchemist (Händel)
The Alchemist (HWV 43) (en català «L'alquimista»), és una obra de Georg Friedrich Händel emmarcada dins la seva música incidental. Va ser estrenada en el Queen's Theatre de Londres el 14 de gener de 1710. L'obra és fruit d'un arranjament d'un compositor anònim de música escrita per Händel.
Tots menys un dels moviments van ser agafats de l'ampliació de l'obertura de Händel de l'òpera italiana Rodrigo.
La música incidental va ser publicada uns mesos després de la primera interpretació pública, no obstant això, és poc probable que Händel hagi rebut cap pagament, ja sigui per a la realització o per a la publicació de la música. Probablement aquesta obra va ser la primera de Händel que es va realitzar a Anglaterra.
Una representació habitual dura uns 15 minuts.

## Moviments
L'obra té els següents moviments:
- 1. Overture
- 2. Prelude (d'un compositor anònim)
- 3. Minuet
- 4. Sarabande
- 5. Bourrée
- 6. Air
- 7. Minuet
- 8. Gavotte
- 9. Gigue